# Archibald Sinclair
Archibald Henry Macdonald Sinclair, 1. wicehrabia Thurso KT, CMG (ur. 22 października 1890, zm. 15 czerwca 1970) – brytyjski polityk, członek Partii Liberalnej, minister w rządach Ramsaya MacDonalda i Winstona Churchilla.

## Życiorys
Był synem Clarence’a Grenville’a Sinclaira, najstarszego syna sir Johna Sinclaira, 3. baroneta. Ojciec zmarł kiedy Archibald miał 5 lat. Sinclair odebrał wykształcenie w Eton College oraz w Royal Military Academy w Sandhurst. W 1910 r. rozpoczął służbę w Life Guards. W 1912 r. odziedziczył po dziadku tytuł 4. baroneta Sinclair of Ulbster. Podczas I wojny światowej walczył na froncie zachodnim i dosłużył się rangi majora pułku karabinów maszynowych gwardii. Był zastępcą Winstona Churchilla, kiedy ten w 1915 r. dowodził 6 batalionem Royal Scotts Fusiliers.
W latach 1919–1921 był osobistym wojskowym sekretarzem Churchilla, wówczas ministra wojny. Kiedy Churchill został ministrem kolonii Sinclair został jego prywatnym sekretarzem. W 1922 r. został wybrany do Izby Gmin jako reprezentant okręgu Caithness and Sutherland. W 1930 r. został głównym whipem Partii Liberalnej.
Kiedy w 1931 r. Partia Liberalna przystąpiła do rządu narodowego, Sinclair został ministrem ds. Szkocji. Rok później zrezygnował ze stanowisk rządowych razem z większością liberalnych ministrów w proteście przeciwko ustaleniom konferencji w Ottawie, która wprowadzała wysokie cła protekcjonistyczne.
Po wyborach 1935 r. miejsce w Izbie Gmin utracił dotychczasowy lider liberałów Herbert Samuel. Sinclair stanął wówczas na czele Partii Liberalnej, która posiadała w tym czasie 20 deputowanych. Kiedy w 1940 r. Churchill stanął na czele rządu wojennego, Sinclair otrzymał tekę ministra lotnictwa. Utrzymał się na tym stanowisku do maja 1945 r. Przegrał wybory parlamentarne w lipcu tego roku. W 1950 r. bez powodzenia startował w wyborach parlamentarnych w 1950 i 1951 r. W 1952 r. otrzymał tytuł 1. wicehrabiego Thurso i zasiadł w Izbie Lordów.
W latach 1938–1945 był rektorem Uniwersytetu Glasgow.

## Życie prywatne
18 maja 1918 r. poślubił Marigold Forbes (ur. 26 sierpnia 1897), córkę podpułkownika Jamesa Stewarta Forbesa i Angeli St. Clair-Erskine, córki 4. hrabiego Rosslyn. Archibald i Marigold mieli razem dwóch synów i dwie córki:
- Catherine Sinclair (ur. 25 października 1919), żona Kazimierza Zielenkiewicza, ma dzieci.
- Elizabeth Sinclair (ur. 5 czerwca 1921), żona podpułkownika Archibalda Lyle'a, ma dzieci.
- Robin Macdonald Sinclair (1922–1995), 2. wicehrabia Thurso.
- Angus John Sinclair (ur. 21 kwietnia 1925), ożenił się z Judith Percy, ma dzieci.